# HX106船団
HX106船団は第二次世界大戦中に運航された船団の一つで41隻の船からなり、ノバスコシアのハリファックスからイギリスのリバプールへ向かった。
1941年2月8日、水平線上に2隻のドイツ戦艦「シャルンホルスト」、「グナイゼナウ」が現れた。この2隻はギュンター・リュッチェンス提督が率いていた。「シャルンホルスト」の艦長は、「グナイゼナウ」が商船を沈めることが出来るよう「シャルンホルスト」が護衛の戦艦「ラミリーズ」を引き付けるという提案をした。「シャルンホルスト」は「ラミリーズ」より11ノット優速であり、その主砲も「ラミリーズ」のものより射程が長いため、「シャルンホルスト」のリスクは小さかった。だが、リュッチェンスはヒトラーの敵の主力艦とは交戦するなという命令に従い、船団攻撃はおこなわなかった。「ラミリーズ」の存在により船団は危機を回避できた。
この後、船団は潜水艦によって2隻の商船を失った。